# Isla Windermere
La Isla Windermere (en inglés: Windermere Island) es una pequeña isla situada en las Bahamas. Se trata de un territorio de cinco y medio millas de largo, que se caracteriza por sus playas y sus visitantes famosos, que la utilizan como un refugio privado. La isla está conectada a la gran isla de Eleuthera por un puente corto, que está protegida por guardias. El puente fue construido por Lord Trefgarne, que fue un antiguo propietario de la isla. Las aguas adyacentes y pisos de Savannah Sound son considerados como un lugar ideal para el bonefishing, las y cinco millas de playa de Windermere están protegidas por un arrecife largo de ocho kilómetros que es rico en peces y flora submarina.